# حشره‌خوار ابلق
ابلق
 حشره‌خوار ابلق (نام علمی: Diplomesodon pulchellum) نام یک گونه از زیرخانواده حشره‌خوار دندان‌سفید است.